# Podbiják

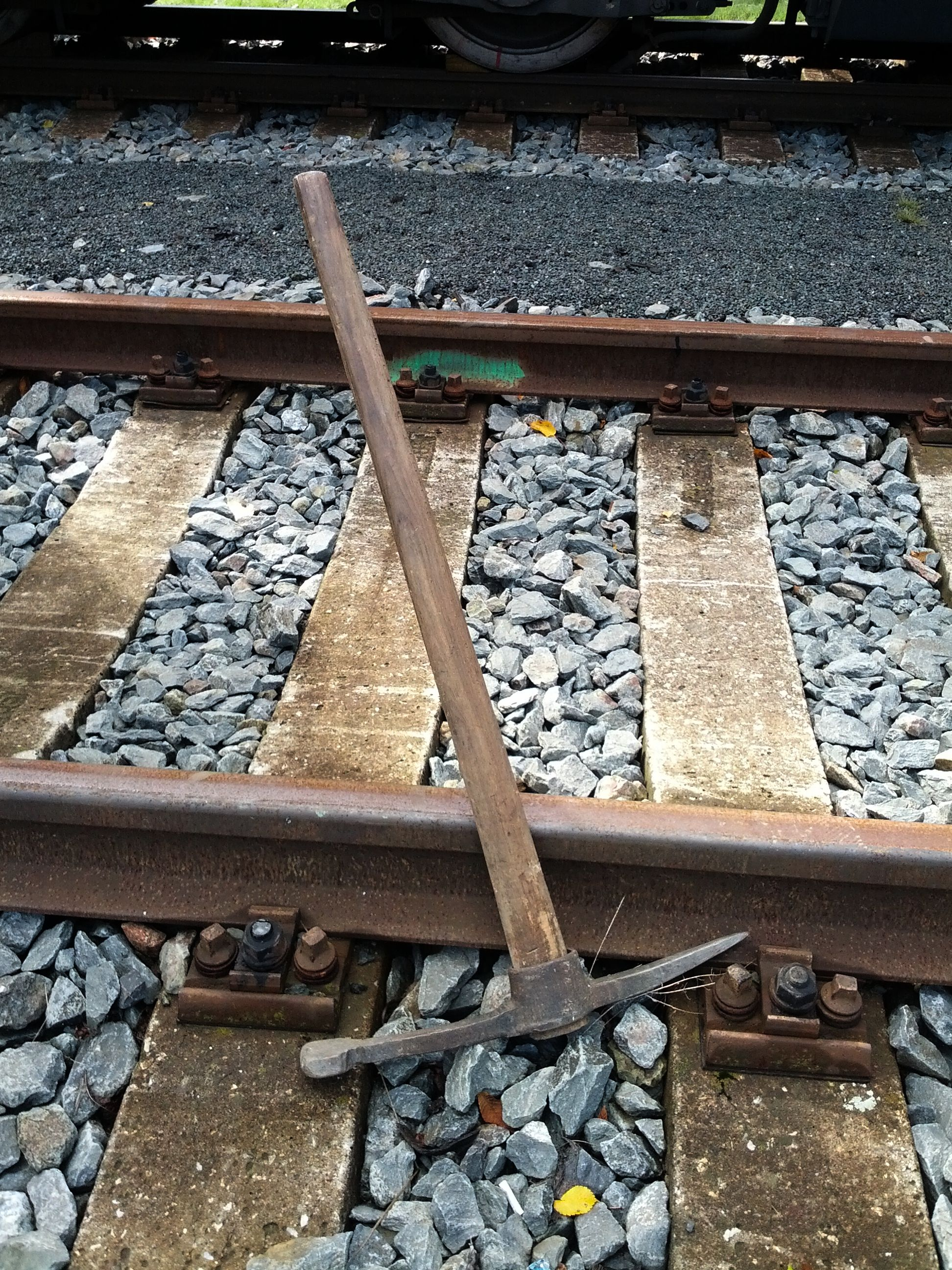
Podbiják pro fotografování zapůjčen od pana Simbartla z jeho muzea ve vagonu.

Podbiják je ruční nástroj používaný ke zhutňování štěrku pod železničními pražci.
Tvarem se podobá krumpáči, liší se od něho tím, že místo plochého ostří má jen kratší tyč se zesíleným koncem (jakousi bambulí). Zesílený konec usnadňuje dusání štěrku.
Tento nástroj byl prakticky nezbytný při budování a opravách železnic.
Dnes se podbiják užívá jen zřídka – jen při opravách výhybek nebo malých opravách na vedlejších tratích. Práce s ním je velice pomalá a namáhavá a proto byl nahrazen strojní podbíječkou.